# Arbete
För andra betydelser, se Arbete (olika betydelser).
Arbete är en mänsklig verksamhet som genererar någon form av värde. En människas förmåga för att utföra arbete kallas arbetskraft. Ur ekonomiskt perspektiv skiljer man mellan förvärvsarbete och obetalt arbete; det förstnämnda ger inkomster som kan tjäna som försörjning. Inom nationalekonomin är arbete en av de tre grundlägande produktionsfaktorerna; de andra två är jord och realkapital.
En persons arbete ger värde och ofta andras bekräftelse. Detta kan stärka arbetsmoralen och öka känslan av självförverkligande. Arbetslöshet kan i kontrast till detta vara psykologiskt nedbrytande.

## Varianter
Till det obetalda arbetet kan man inkludera ideellt arbete, hushållsarbete och studier. Det finns även sociologiska perspektiv på arbete, där man skiljer mellan lönearbete och karriärsarbete med mera. Arbetskritiker kritiserar arbete, och begreppet löneslaveri syftar på tanken att jakten efter pengar (ett resultat av lönearbete) avhumaniserar individen.
Lönearbete (jobb i vardagstal) inkluderar arbetsinsatser motsvarande heltidsarbete eller deltid. I det senare fallet kan man prata om extraknäck. Man kan vara anställd hos en arbetsgivare, egenföretagare som arbetar på uppdrag (se även frilans) eller arbetsledare i egenägt eller någon annans företag.
Arbetet kan utföras som en yrkesmässig verksamhet eller med mindre tydliga kvalifikationer. Yrkesarbetande har i regel nått sin position efter någon form av yrkesutbildning.

## Roller och villkor
Den som utför ett arbete kan beroende på typ av bransch och position benämnas arbetare eller tjänsteman. Det sistnämnda begreppet syftar på en löntagare i antingen en arbetsledande eller förvaltande roll. Ett äldre ord för en högre tjänsteman inom statlig eller kyrklig sektor är ämbetsman.
Olika arbeten och yrken har olika sätt att mäta och belöna arbetsinsatsen. Inom många branscher avlönas man för den tid som man ägnar åt arbetet (arbetstid). Ackordsarbete är arbete som avlönas efter ens prestation.
En arbetsplats är den plats där arbetet utförs. För en arbetare kan det vara en fabrik, för en tjänsteman ett kontor och för en handelsanställd någon typ av affär.
Arbetet sker efter vissa regler, där avtal reglerar de olika frågorna rörande arbetsrätt, arbetsmiljö och anställningsvillkor i övrigt. I många branscher organiserar sig löntagarna i intresseorganisationer benämnda fackföreningar, vilka har som mål att förhandla fram stabila och rimliga arbetsvillkor med arbetsgivaren och arbetsgivarna. I länder med starka fackföreningsrörelser finns ofta kollektivavtal som gäller en hel bransch.

## Varor och tjänster
Arbetet kan syfta på att producera varor eller andra mer konkreta resurser. Detta kan göras på industriell bas eller av hantverkare på en enklare och mindre maskinell nivå. Jordbrukare, oljearbetare och gruvarbetare utvinner eller tar fram livsmedel, energi och råvaror via utnyttjande av olika naturresurser.
En stor del produktionen av varor görs i det moderna samhället med hjälp av maskiner och med en mindre mängd mänsklig arbetskraft. Allt fler tjänster har utvecklats för att tillfredsställa människors – konsumenternas – intresse eller behov av transporter, underhållning eller andra sociala funktioner. Dessa tjänster kan inkludera olika slags kulturprodukter eller föreställningar, inklusive via olika slags massmedier eller privat kommunikation. Transporter kan underlätta umgänge och själva möjligheten att ta sig till sin arbetsplats.
Försäljning av varor och tjänster kan kombineras på olika sätt. Inom restaurangnäringen säljs och konsumeras mat i ett ofta socialt sammanhang.
Även tjänsteutbudet kan inkluderar olika slags kombinerade tjänster. Exempelvis kan olika slags sexarbete vara inriktat på underlättande av sexuell tillfredsställelse, social bekräftelse, umgänge och/eller ett rollspel. En sexarbetare använder sitt erotiska kapital i producerandet av olika tjänster.